# Václav Krotký

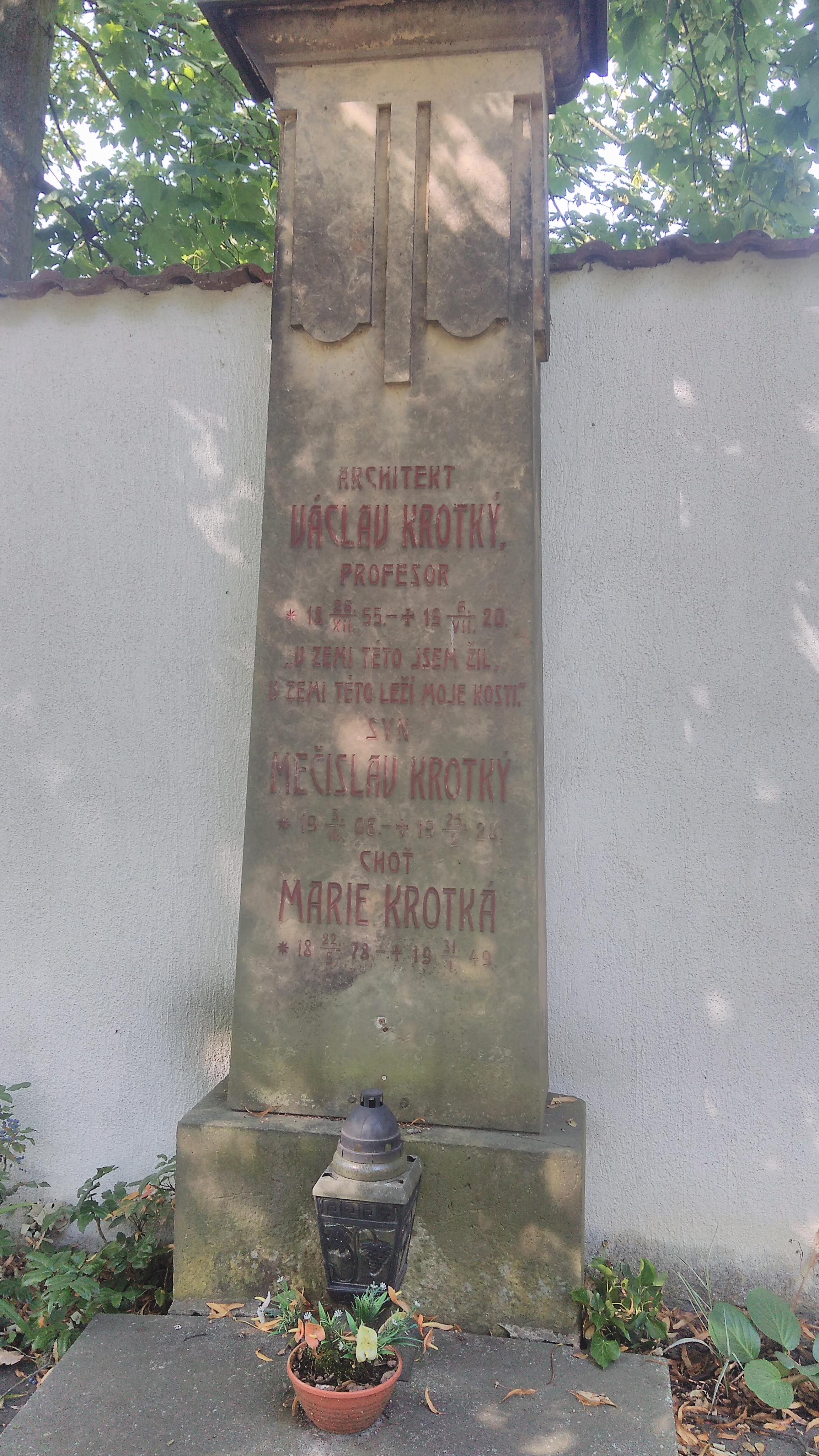
hrob Václava Krotkého na Centrálním kladenském hřbitově

Václav Krotký (26. prosince 1855 Kozárovice – 6. července 1920 Kladno) byl kladenský stavitel a urbanista.
S manželkou Marií Krotkou (1878–1949) měl syna Mečislava Krotkého (1906–1928), dcery Ludmilu (1901–1975), Drahomíru (1908–1995) a Boleslavu (1910–1994), 
Zemřel v Kladně a s rodinou je pohřbený na centrálním hřbitově.

## Stavební projekty
- Bývalá lékárna U české koruny na třídě T. G. M. v Kladně, neorenesanční přestavbu provedl roku 1891, sgrafitovou výzdobu s lékárnickými motivy podle návrhu Mikoláše Alše pak Josef Bosáček v roce 1896, kulturní památka od 3. května 1958
- Hrobka rodiny Oličových (Hrobka Julia Oliče) na II. a III. oddělení hřbitova Kladno
- Sokolovna (Kladno), postavená v letech 1895 až 1896
- Vila Libochvíle, na rohu Kleinerovy ulice naproti kladenskému gymnáziu, postavená 1900 v neorománském stylu (bydlel zde malíř Cyril Bouda)

Mezi Krotkého návrhy patřilo i rozdělení Kladna na dvě zóny, které měly oddělit město na část rodinných domů a část průmyslovou. A plán budoucího sloučení okolních osad k městu.

## Galerie

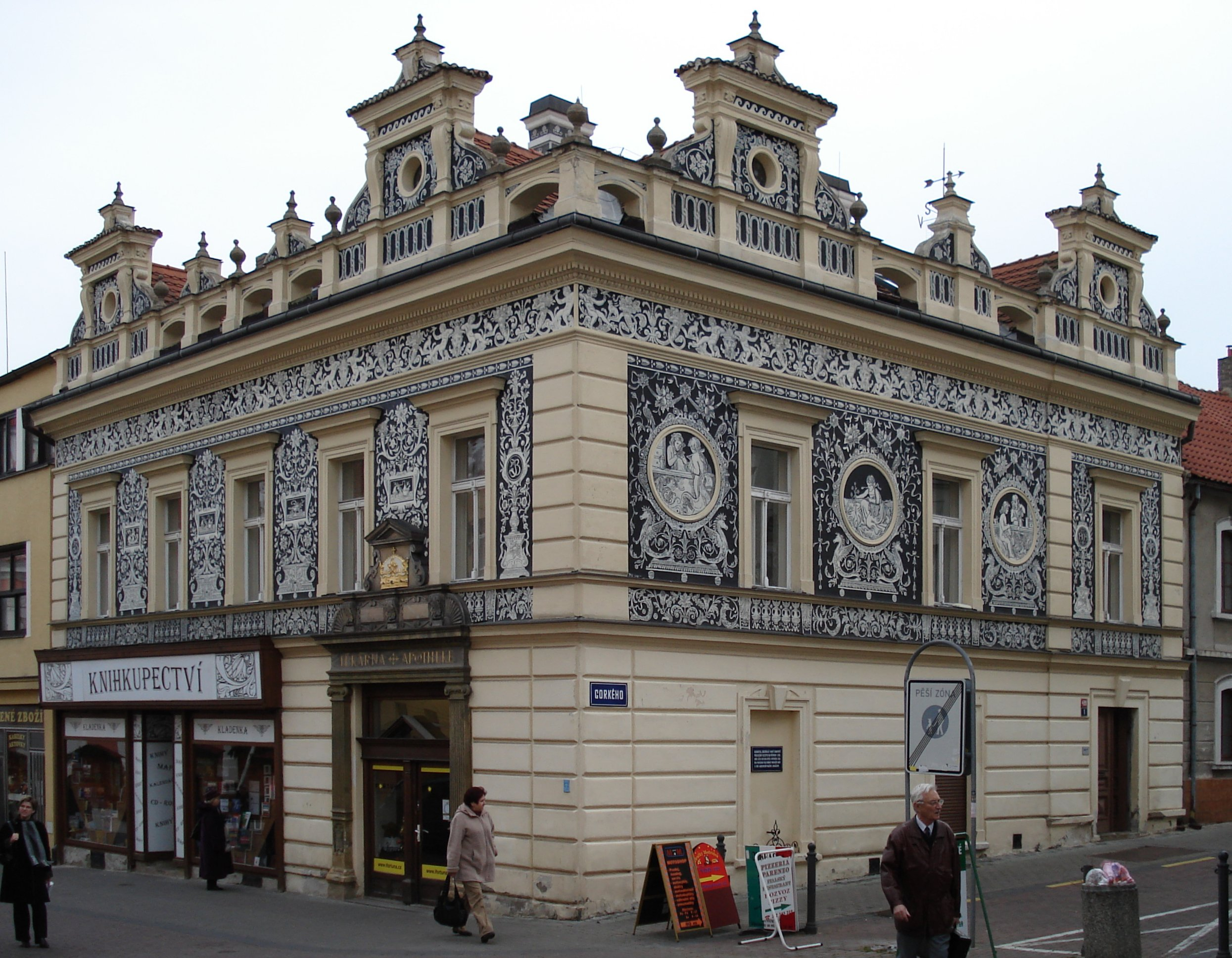
lékárna U české koruny
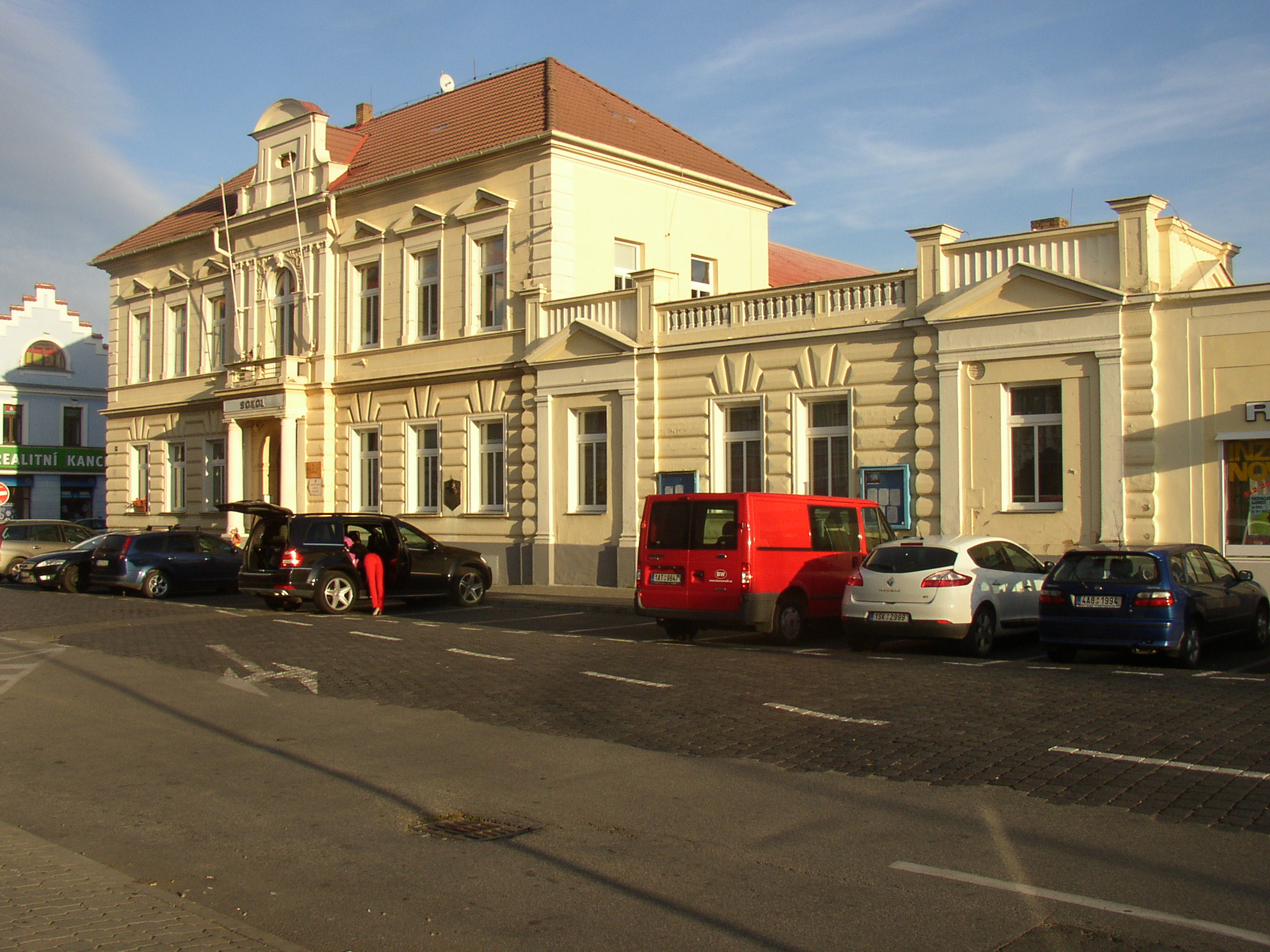
kladenská sokolovna
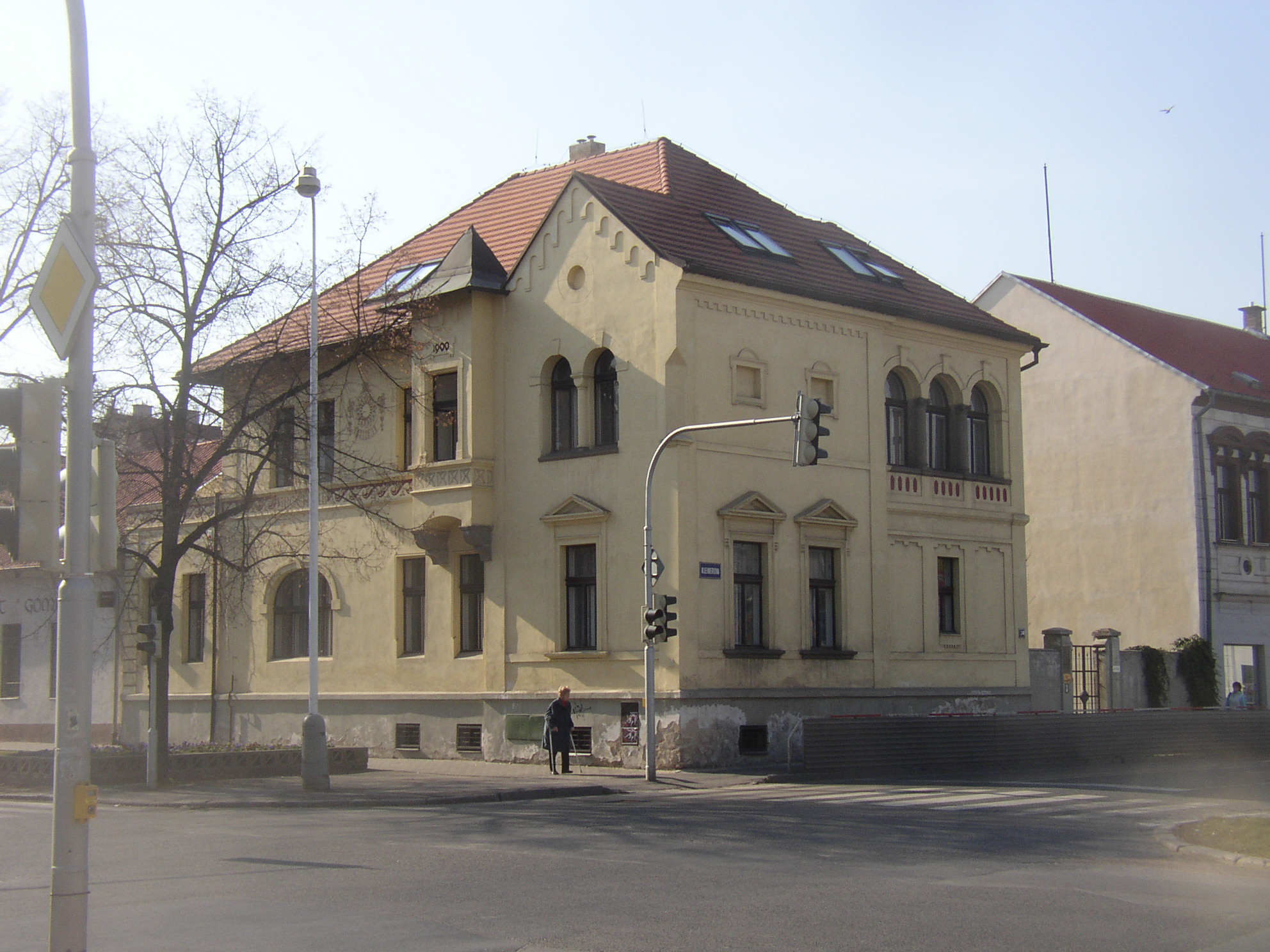
vila Libochvíle
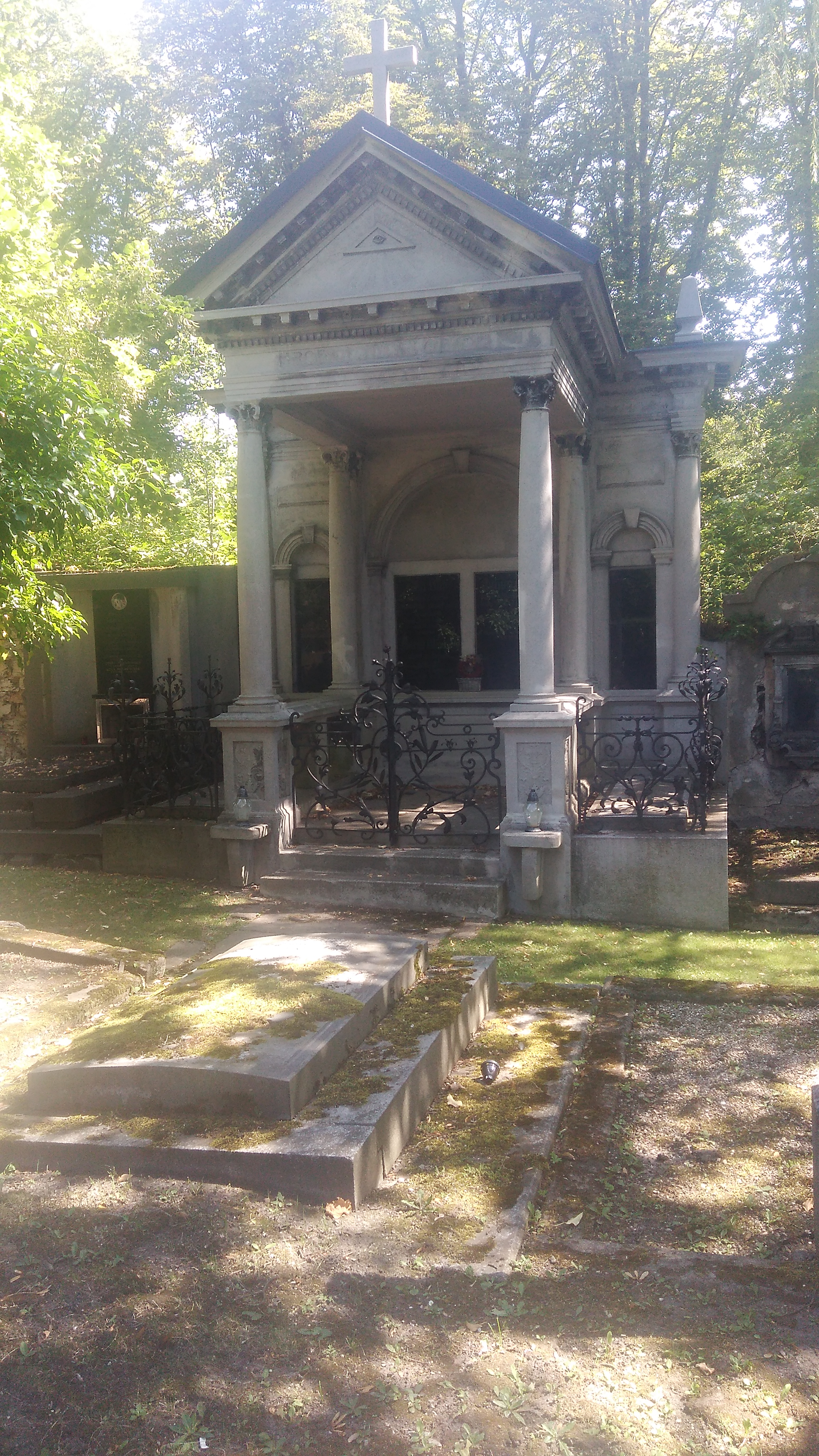
rodinná hrobka Julia Oliče v Kladně